# Литвинов Іван Михайлович
Іван Михайлович Литвинов (нар.. 7 липня 1907, Суми, Харківська губернія, Російська імперія — пом.. 1976, Київ, Українська РСР) — радянський український вчений та інженер у галузі механіки грунтів і фундаментобудівництва, доктор технічних наук, професор. Дійсний член Академії будівництва і архітектури УРСР при Держбуді УРСР, член її Президії і академік-секретар (1955—1963 рр.).

## Біографія
Іван Литвинов народився 1907 року у Сумах. закінчив семирічну школу та вступив до індустріально-технічної профшколи. Згодом навчався на будівельному факультеті Харківського технологічного інституту (учень професора Якова Столярова). Виш закінчив 1930 року.

### Професійна діяльність
Після закінчення інституту працював у Південному науково-дослідному інституті промисловості і будівництва (ПдНДІ). Іван Литвинов брав участь у проєктуванні цехів Харківського тракторного і турбогенераторного, Краматорського машинобудівного заводів і ряду інших об'єктів. 1934 року запропонував оригінальний спосіб посилення залізобетонних конструкцій, сутність якого полягає в тому, що встановлюється для збільшення їх несучої здатності додаткова арматура з'єднується з попередньо оголеною арматурою конструкцію, що підсилюється шляхом зварювання з подальшим одностороннім нарощуванням перерізу елементу і з використанням швидкотвердних цементів або термічної обробки бетону.
1940 року Іван Литвинов у Харківському інженерно-будівельному інституті захистив кандидатську дисертацію на тему «Класифікація лесових ґрунтів за ступенем їх просідання і основні водозахисні заходи для споруд на лесових ґрунтах».
При відступі радянських військ восени 1941 року з Харкова та Донбасу організовував виведення з ладу стратегічно важливих об'єктів. За завданням Ставки Верховного Командування він, на той час головний інженер Управління аеродромного будівництва по Сталінградській області, керував будівництвом великого опорного бетонного аеродрому в місті Гумраці. Одночасно з цим, в складних польових умовах, Іван Литвинов організував виготовлення залізобетонних авіабомб, високоміцних елементів для дотів і бронепоїздів, металевих кулеметних ковпаків.
У період з 1943 по 1946 років, за завданням Державного комітету оборони СРСР Іван Литвинов брав участь у будівництві заводів високооктанового авіаційного бензину в місті Гур'єв Казахської РСР (в даний час — Атирауський нафтопереробний завод) і автомобільного заводу в місті Кутаїсі Грузинської РСР. 1946 року після демобілізації, Іван Литвинов повернувся до Південного науково-дослідного інституту промисловості і будівництва (ПдНДІ) у Харкові. 1951 року вчений був призначений на посаду директора інституту.
З 1955 року став членом-фундатором Академії будівництва і архітектури Української РСР. Потім обіймав посади члена Президії, академіка-секретаря, головного ученого секретаря. Він здійснював керівництво діяльністю 14-ти науково-дослідних організацій. 1963 року перейшов до науково-дослідного інституту будівельних конструкцій у Києві. До 1976 року обіймав посаду завідувача відділу основ, фундаментів і механіки ґрунтів.

### Наукова діяльність
1968 році за сукупністю виконаних протягом більш ніж тридцяти п'яти років наукових досліджень Іван Литвинов захистив дисертацію на здобуття наукового ступеня доктора технічних наук у Київському інженерно-будівельному інституті. Докторська дисертація присвячена темі будівництва в складних ґрунтових умовах Української РСР. Зокрема, на захист були винесені питання, пов'язані з розробкою приладів і методики для дослідження фізико-механічних властивостей ґрунтів, способи ущільнення просадних грунтів тощо. 1970 року Іванові Литвинову присвоєно звання професора.

### Участь у міжнародних наукових конференціях
Іван Литвинов виступав з науковими доповідями та повідомленнями на міжнародних конференціях, конгресах і симпозіумах, в тому числі на IV, VIII Міжнародних конгресах з механіки ґрунтів і фундаментобудуванню (Лондон, 1957; Москва, 1973); в Чехословаччині (Брно, 1958); в США — в Бостонському, Каліфорнійському, Принстонському, Массачусетському університетах і в Американської Національної Академії наук (м. Вашингтон), куди він виїжджав як керівник радянської делегації вчених; в Індії — на Індійській національній науково-технічній конференції з несучої здатності ґрунтів (м. Нью-Делі, 1961), на якій також очолював радянську делегацію.

## Публікації
- Іван Литвинов — автор 238 наукових робіт, в тому числі 13 книг, 66 брошур. За кордоном опубліковані 43 його роботи в десяти країнах. Він автор 34 галузях науки і техніки — від пристосування для зберігання пальто в кінотеатрах (яке широко використовувалося в європейських країнах) до вимірювальних маяків для вивчення динаміки розкриття тріщин у конструкціях, способів влаштування пальових фундаментів тощо.
- Найбільш важливі наукові праці:
- Литвинов, Иван Михайлович. Усиление и восстановление железобетонных конструкций. Наркомстрой СССР. М-Л Стройиздат 1942 г. 96с
- Литвинов, Иван Михайлович. Глубинное укрепление и уплотнение просадочных грунтов [Текст] / И. М. Литвинов ; Науч.-исслед. ин-т строит. конструкций Госстроя СССР. — Киев: Будівельник, 1969. — 184 с.
- Литвинов, Иван Михайлович. Укрепление и уплотнение просадочных грунтов в жилищном и промышленном строительстве [Текст] / И. М. Литвинов. — Киев: Будівельник, 1977. — 288 с.
- Литвинов, Иван Михайлович. О строительстве ответственных зданий и сооружений на просадочных грунтах // Строительные конструкции: Сб. науч. тр. К., 1974. Вып. 23;
- Литвинов, Иван Михайлович Инструкция по усилению и восстановлению железобетонных конструкций методом инженера Литвинова И. М. [Текст] / [Предисл. д-ра техн. наук проф. Фрайфельда С. Е., с. 5-7] ; М-во строительства предприятий тяжелой индустрии СССР. Техн. упр. Юж. науч.-исслед. ин-т по строительству «ЮжНИИ». — Харьков: Харьк. обл. полигр. ф-ка, 1948. — 39 с. : черт.; 21 см  [Архівовано 27 жовтня 2021 у Wayback Machine.]

## Нагороди
- орден Червоної Зірки (1945)
- орден «Знак Пошани» (1951)
- два ордена Трудового Червоного Прапора (1954, 1971),
- одинадцять медалей, в тому числі «За оборону Сталінграда» (1942)
- Велика Золота медаль ВДНГ СРСР (1961)[3]

### Родина
- Батько — Литвинов Михайло Ілліч
- Мати — Терещенко Уляна Олександрівна
- Брати — Олександр (01.07.1909 — 1987), Микола (1911 — загинув 14.07.1944)
- Сестра — Валентина (1913—1989).